# LVG C.V
Le LVG C.V était un avion militaire biplan de reconnaissance allemand de la Première Guerre mondiale.
Conçu par l'ingénieur Wilhelm Sabersky-Müssigbrodt (it), fort de son expérience acquise lors de la conception du DFW C.V, le prototype du LVG C.V vola le 24 décembre 1916, et fut rapidement commandé à 1 250 exemplaires.
Appareil de grande dimension, il fut remplacé en mars 1918 sur les chaînes de production par le LVG C.VI, plus compact et aérodynamique.    
À la fin de la guerre, 150 C.V furent capturés par les Polonais, et d'autres furent réutilisés par la Russie soviétique, la Lettonie, la Lituanie, l'Estonie.